# Otocryptis
Genre
Otocryptis est un genre de sauriens de la famille des Agamidae.

## Répartition
Les 3 espèces de ce genre se rencontrent dans le sud de l'Inde et au Sri Lanka.

## Liste des espèces
Selon The Reptile Database (5 mai 2012) :
- Otocryptis beddomei Boulenger, 1885
- Otocryptis nigristigma Bahir & Silva, 2005
- Otocryptis wiegmanni Wagler, 1830

## Publication originale
- Wagler, 1830 : Natürliches System der Amphibien : mit vorangehender Classification der Säugethiere und Vögel : ein Beitrag zur vergleichenden Zoologie. München p. 1-354 (texte intégral).